# Guðmundur Adolfsson
Guðmundur „Gummi“ Adolfsson (* 2. September 1961) ist ein isländischer Badmintonspieler.

## Karriere
Guðmundur Adolfsson siegte 1982 erstmals bei den nationalen Titelkämpfen in Island. Vier weitere Titel folgten bis 1999. 1983, 1991, 1995 und 2001 nahm er an den Weltmeisterschaften teil. 1987 siegte er bei den Island Games.

## Sportliche Erfolge
| Saison | Veranstaltung                 | Disziplin    | Platz | Name                                      |
| ------ | ----------------------------- | ------------ | ----- | ----------------------------------------- |
| 1982   | Island: Einzelmeisterschaften | Herrendoppel | 1     | Guðmundur Adolfsson / Broddi Kristjánsson |
| 1983   | Weltmeisterschaft             | Herrendoppel | 33    | Broddi Kristjánsson / Guðmundur Adolfsson |
| 1985   | Island: Einzelmeisterschaften | Herreneinzel | 1     | Guðmundur Adolfsson                       |
| 1987   | Island Games                  | Herrendoppel | 1     | Ármann Þorvaldsson / Guðmundur Adolfsson  |
| 1989   | Island: Einzelmeisterschaften | Mixed        | 1     | Guðmundur Adolfsson / Guðrún Júlíusdóttir |
| 1990   | Island: Einzelmeisterschaften | Mixed        | 1     | Guðmundur Adolfsson / Guðrún Júlíusdóttir |
| 1999   | Island: Einzelmeisterschaften | Herrendoppel | 1     | Broddi Kristjánsson / Guðmundur Adolfsson |
| 2001   | Weltmeisterschaft             | Herrendoppel | 33    | Guðmundur Adolfsson / Broddi Kristjánsson |